# Robert for årets korte fiktions- eller animationsfilm
Robert for årets korte fiktions- eller animationsfilm er en pris, der uddeles af Danmarks Film Akademi ved den årlige Robertfest. Prisen er blevet uddelt siden 2006.

## Prisvindere

### 2000'erne
- 2006: Lille Lise – Benjamin Holmsteen
- 2007: Partus – Mikkel Munch-Fals
- 2008: Boy Meets Girl – Søren Frellesen
- 2009: Cathrine – Mads Matthiesen

### 2010'erne
- 2010: Megaheavy – Fenar Ahmad
- 2011: To venner – Paw Charlie Ravn
- 2012: Girl in the Water – Jeppe Rønde & Woo Ming Jin
- 2013: Dyret – Malene Choi
- 2014: 2 piger 1 kage – Jens Dahl
- 2015: Helium – Anders Walter
- 2017: SIA – Annika Berg
- 2018: Silent Nights – Aske Bang
- 2019: Maja – Marijana Jankovic

### 2020'erne
- 2020: Ikki illa meint – Andrias Høgenni[1]
- 2021: Uden at Blinke – Katrine Brocks[2]
- 2022: Vilde sind – Hannah Elbke[3]